# 페터 라이빙
페터 라이빙(독일어: Peter Leibing, 1941년~2008년 11월 2일)은 독일의 사진가로 1961년 동독 국경경비대를 탈출한 콘라트 슈만이 베를린 장벽을 건설하는 동안 철조망을 뛰어넘은 사진으로 유명하다.
라이빙은 1941년 함부르크에서 태어났다. 1961년 8월 15일, 함부르크의 사진 대행사 콘티프레스에서 일하는 라이빙은, 당시 건설 3일째에, 동독의 국경수비대가 베를린 장벽을 탈출할 지도 모른다는 경찰의 보고를 받았다. 건설 당시, 베를린 장벽은 낮은 철조망일 뿐이었다. 서독 사람들이 "이리 와요!"라고 소리쳤을 때, 라이빙은 슈만이 철조망을 뛰어넘어 탈출하는 사진을 찍었다. 그 사진은 냉전의 잘 알려진 이미지가 되었고, 1961년 해외 언론 클럽 최우수 사진상을 받았다.
라이빙은 사진작가로 계속 일하다가 나중에 은퇴할 때까지 사진 편집자로 일했고, 함부르크 에코, 함부르크 모르겐 포스트, 함부르크 아벤드블랫의 경찰 사진작가이자 기자였다.
라이빙은 2008년 11월 2일에 사망했다. 동독 국경수비대를 탈출하는 그의 유명한 사진에 대한 권리는 현재 코니베타 GmbH에 있다.